# Slag om Caen

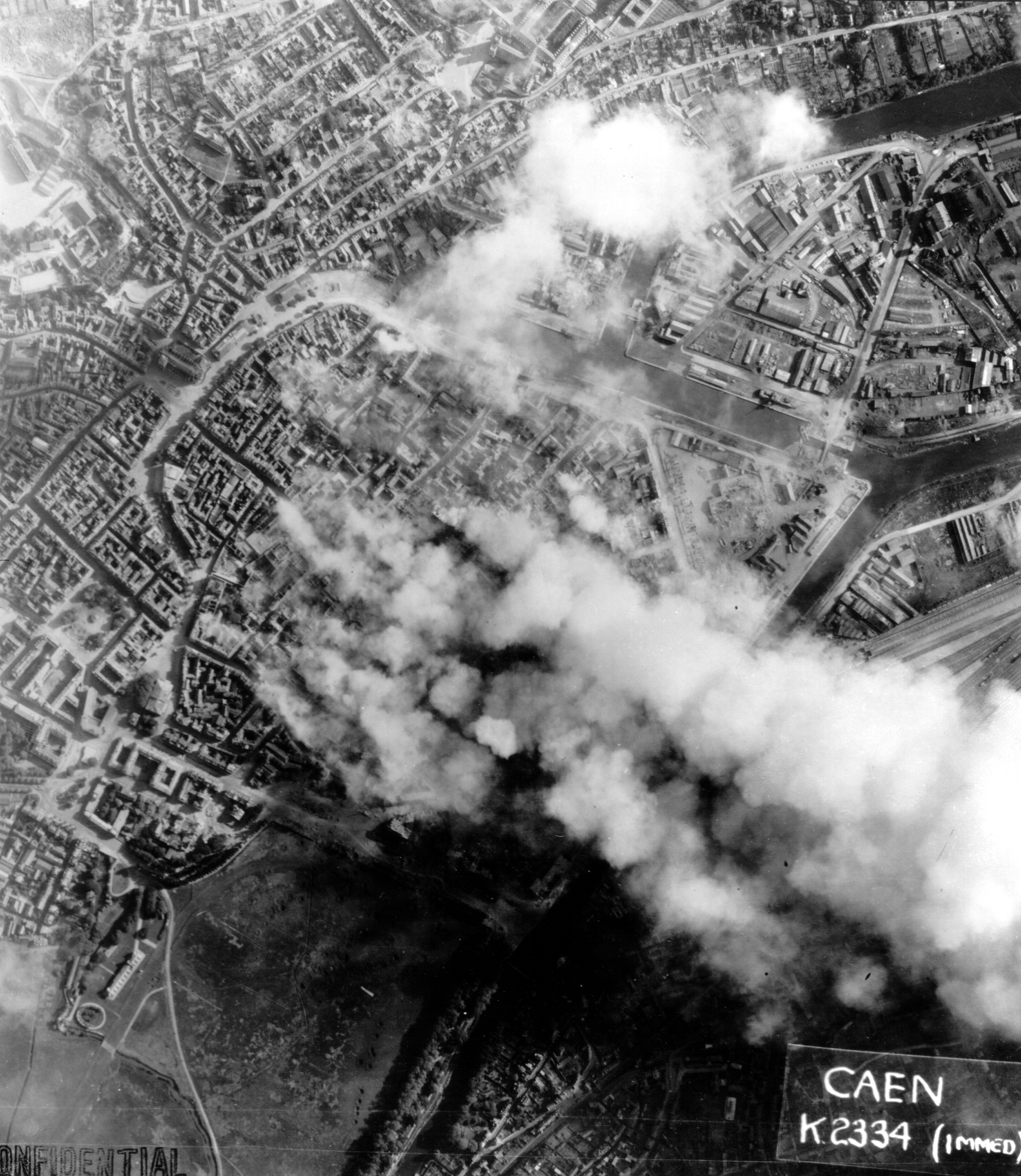
Luchtfoto van het bombardement op Caen, 6 juni 1944

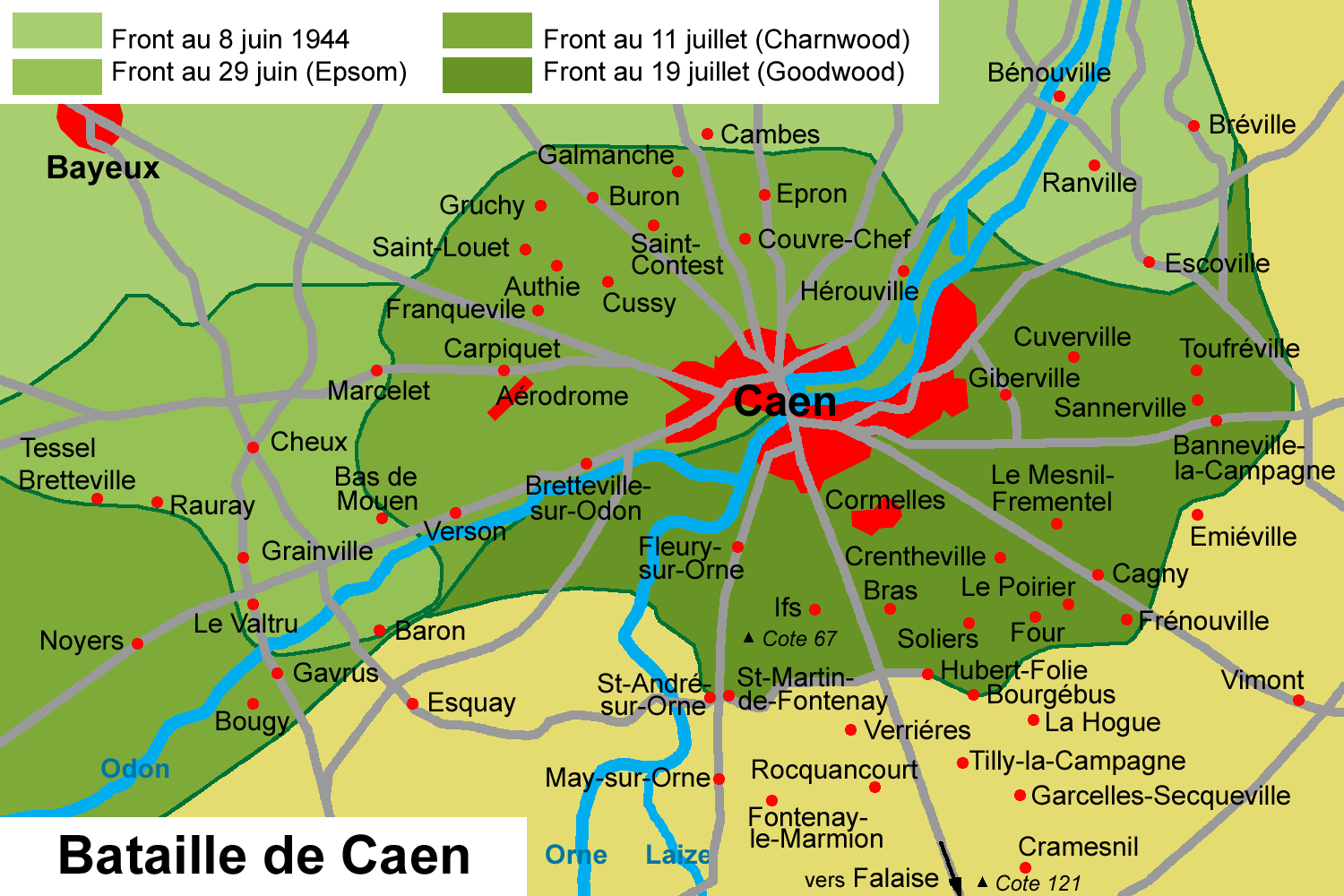
Overzicht van het front rond Caen, 8 juni t/m 20 juli

De Slag om Caen was een langdurige en bloedige veldslag tussen de geallieerden en de Duitsers tijdens de Slag om Normandië in de Tweede Wereldoorlog, waarbij de stad grotendeels werd verwoest. De slag werd gewonnen door de geallieerden.
Caen was het belangrijkste doel van de Britse 3e Divisie onder bevel van generaal-majoor T. G. Rennie, die op 6 juni 1944 landde op Sword Beach, het meest oostelijke landingsstrand tijdens de invasie in Normandië. Caen werd verdedigd door de Duitse 21e pantserdivisie en de 12. SS-Panzer-Division Hitlerjugend.
Ten noorden van Caen lagen de bruggen over het Kanaal van Caen en over de Orne die van cruciaal belang geacht werden voor de geallieerde opmars. Caen zelf was een belangrijk knooppunt van wegen. In de vroege ochtend van 6 juni werden de bruggen veroverd door eenheden van de 6e Britse luchtlandingsdivisie. Later op deze dag wisten eenheden van de 3e Britse divisie aansluiting te maken met deze luchtlandingseenheden en een bruggenhoofd aan de oostzijde op te bouwen. In de richting van Caen liep de opmars echter vast op slechts een paar kilometer van de stad door een tegenaanval van de Duitse 21e pantserdivisie.
Op 7 en de 8 juni viel de Canadese 3e infanteriedivisie aan in de richting van Caen, waarbij getracht werd de stad te omsingelen. Ook deze aanval werd door de Duitsers afgeslagen. De week daarop, van 11 tot 14 juni, viel de Britse 7e pantserdivisie aan. Wederom wisten de Duitsers de aanvallen af te slaan. Caen ontwikkelde zich tot een sleutelpositie in de Duitse verdediging.
Na verdere mislukte aanvallen op 25 juni en op 4 juli konden de Duitsers pas op 7 juli verdreven worden uit het noordelijk deel van Caen en op 18 juli lukte het de 3e Canadese divisie om de Duitsers definitief uit Caen te verdrijven. De stad Caen en de omliggende dorpen waren voor een groot deel verwoest. De wederopbouw heeft geduurd tot 1963, van de oude stad is nog maar weinig over.
De volgende operaties maakten deel uit van de Slag om Caen:
- Operatie Perch (7 juni)
- Slag om Le Mesnil-Patry (11 juni)
- Operatie Martlet (25 juni)
- Operatie Epsom (26 juni)
- Operatie Windsor (4 juli)
- Operatie Charnwood (8 juli)
- Operatie Jupiter (10 juli)
- Operatie Goodwood (18 juli)